# Ramsesnacht (Hohepriester des Amun, 20. Dynastie)
Ramsesnacht war ein altägyptischer Hoherpriester des Amun unter Ramses IV. bis Ramses IX.
Er war der Sohn des Obervermögensverwalters Meribastet I. und Nachfolger des Usermaatrenacht, der eventuell der Bruder von Ramsesnacht war. Er trat die Nachfolge zwischen Jahr 26 von Ramses III. und Jahr 1 (14. Schemu I) von Ramses IV. an. Er ist erstmals zehn Monate nach dem Regierungsantritt von Ramses IV. belegt. Er wird zuletzt im Jahr 2 von Ramses IX. erwähnt und war spätestens bis zu dessen 10. Jahr im Amt, da zu diesem Zeitpunkt sein Sohn Amenophis als Hoherpriester belegt ist.
Ramsesnacht leitete die große Steinbruchexpedition im Wadi Hammamat im dritten Regierungsjahr von Ramses IV., an der mehr als 8.000 Mann beteiligt waren. Im 3. und 4. Jahr beaufsichtigte er auch die Verteilung der Lohnwaren an die königlichen Grabarbeiter. Dies war sehr ungewöhnlich, da die Arbeiter eigentlich unter der Kontrolle des südlichen Wesirs standen. Unter Ramses IV. wurden sie jedoch zeitweise nicht vom Staat, sondern vom Amun-Tempel in Karnak bezahlt. Ramsesnacht wird auch auf vielen anderen undatierten Ostraka erwähnt.
Sein Grab TT293 befand sich in Dra Abu el-Naga und ist heute völlig zerstört. Er ist auch im Grab TT148 seines Schwiegersohnes Amenemope in Theben und im Grab des Setau in el-Kab dargestellt. Außerdem sind zwei Statuen von ihm aus der Cachette des Karnak-Tempels bekannt. Auf dem Gelände des Karnak-Tempels wurden mehrere Texte gefunden, z. B. auf der Ostseite des achten Pylons, wo er bei der Anbetung der thebanischen Triade (Amun, Mut und Chons) dargestellt ist. Auf drei Türpfosten des Totentempels von Medinet Habu wird er u. a. bei der Anbetung des Gottes Ptah dargestellt.